# Bokarnea

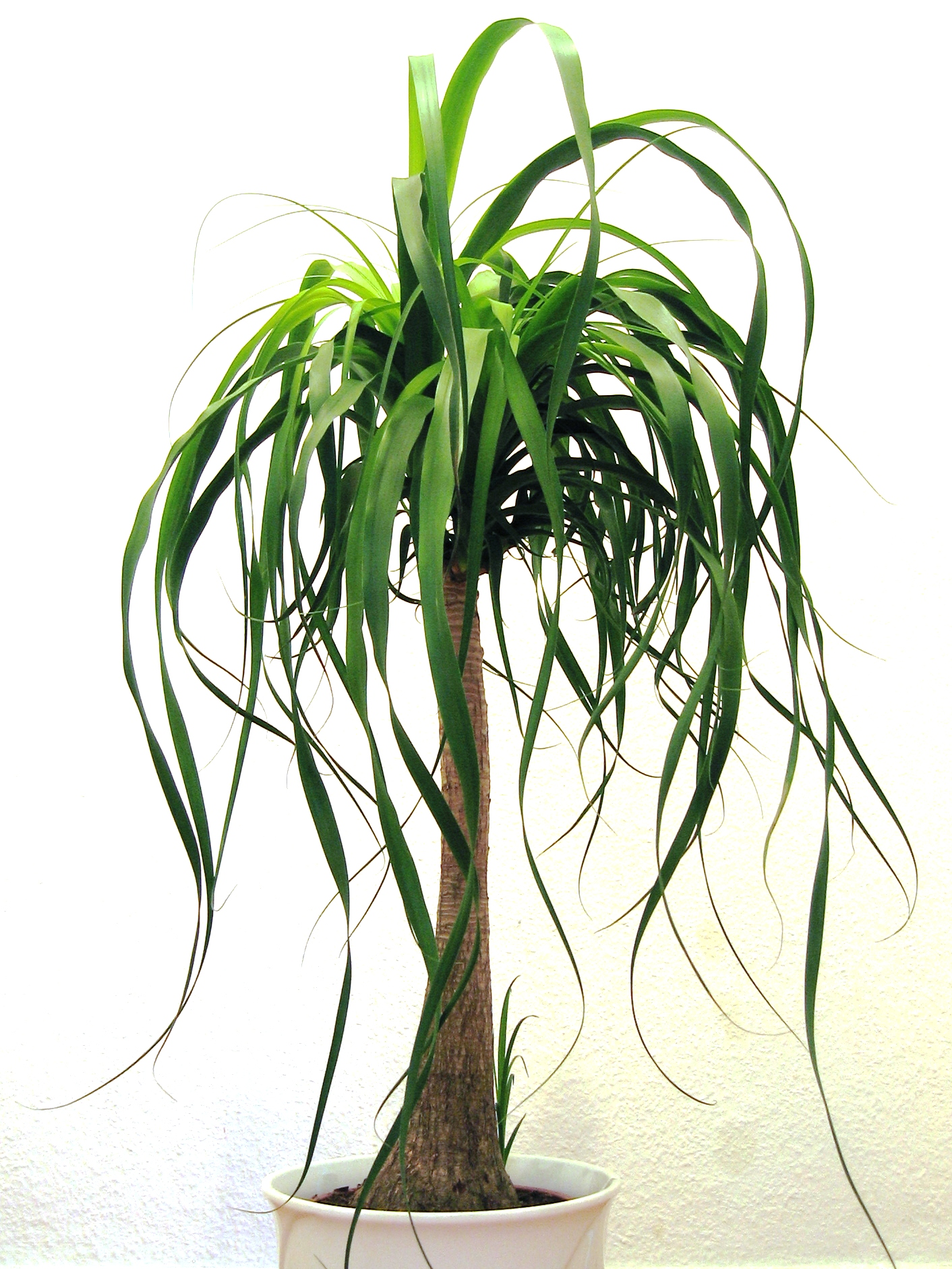
Bokarnea odgięta jako roślina doniczkowa

Bokarnea (Beaucarnea Lem.) – rodzaj roślin z rodziny szparagowatych (Asparagaceae). Należy do niego 12–13 gatunków. Taksony tu zaliczane bywały włączane do szeroko ujmowanego rodzaju nolina Nolina. Rośliny te występują w południowej części Ameryki Północnej na obszarze od północno-wschodniego Meksyku po Nikaraguę na południu. Rosną głównie na suchych i okresowo wilgotnych siedliskach, zwykle na obszarach górskich, czasem w lasach mgielnych, w których są istotnym siedliskiem dla epifitów (storczykowatych, bromeliowatych i in.).
Różne gatunki uprawiane są jako rośliny ozdobne, zwłaszcza w klimacie ciepłym (źle znoszą mroźne lub deszczowe zimy). Najczęściej uprawiana jest bokarnea odgięta B. recurvata, w klimacie chłodnym jako roślina doniczkowa. 

## Morfologia
PokrójRośliny wieloletnie o zdrewniałym pniu silnie zgrubiałym powyżej poziomu gruntu, osiągające do 18 m wysokości i zwykle silnie rozgałęzione w górze. Czasem pień skrócony, kulistawy (B.  hookeri).
LiścieSkupione w rozety na końcach pędów, równowąskie, gładkie na brzegach, osiągające do 90 cm długości.
KwiatyJednopłciowe, zebrane w okazałe wiechy. Okwiat z listkami na końcach całobrzegimi (bez szczecinek obecnych u Nolina). Zalążnia górna, jednokomorowa.
OwoceSuche skrzydlaki z pojedynczym nasionem i trzema skrzydełkami.

## Systematyka
Rodzaj z rodziny szparagowatych Asparagaceae reprezentujący podrodzinę Nolinoideae Burnett, a w jej obrębie plemię Nolineae S. Watson (tworzy je wspólnie z rodzajami nolina Nolina i Dasylirion). Plemię to w niektórych ujęciach było wyodrębniane jako rodzina Nolinaceae Nakai.
W wąskim ujęciu tego rodzaju, przed 2014 rokiem bywał wyodrębniany z niego rodzaj Calibanus, do którego przenoszony był Beaucarnea hookeri (jako Calibanus caespitosus lub C. hookeri), ale analizy molekularne wykazały zagnieżdżenie tego taksonu wewnątrz Beaucarnea
Wykaz gatunków (nazwy zweryfikowane według Plants of the World Online)
- Beaucarnea compacta L.Hern. & Zamudio
- Beaucarnea glassiana (L.Hern. & Zamudio) V.Rojas-Piña
- Beaucarnea goldmanii Rose
- Beaucarnea gracilis Lem.
- Beaucarnea guatemalensis Rose
- Beaucarnea hiriartiae L.Hern.
- Beaucarnea hookeri (Lem.) Baker
- Beaucarnea olsonii V.Rojas-Piña & L.O.Alvarado
- Beaucarnea pliabilis (Baker) Rose
- Beaucarnea purpusii Rose
- Beaucarnea recurvata (K.Koch & Fintelm.) Lem. – bokarnea odgięta
- Beaucarnea sanctomariana L.Hern.
- Beaucarnea stricta (K.Koch & Fintelm.) Lem.